# (225277) Stino
(225277) Stino est un astéroïde de la ceinture principale.

## Description
(225277) Stino est un astéroïde de la ceinture principale. Il fut découvert sur des plaques photographiques prises le 24 septembre 1960 à l'Observatoire Palomar par Lutz D. Schmadel et Reiner M. Stoss. Il présente une orbite caractérisée par un demi-grand axe de 2,86 UA, une excentricité de 0,07 et une inclinaison de 5,7° par rapport à l'écliptique.

## Nom
Sa citation de nommage, publiée dans la Minor Planet Circular 69496, est la suivante :

« Le nom Stino, suggéré par les lettres de la désignation provisoire, et une abréviation pour le mot allemand stinknormal, signifiant « ennuyeusement normal », a été choisi pour cette planète mineure de la ceinture principale absolument ordinaire, découverte sur des scans des plaques originales de Palomar-Leyde prise par T. Gehrels. »

## Compléments